# Cerfontaine, Belgien
Cerfontaine är en kommun i Belgien.   Den ligger i provinsen Namur och regionen Vallonien, i den södra delen av landet, 80 km söder om huvudstaden Bryssel. Antalet invånare är 4 786. Cerfontaine ligger vid sjön Lac de l'Eau d'Heure. Cerfontaine gränsar till Philippeville.
Omgivningarna runt Cerfontaine är en mosaik av jordbruksmark och naturlig växtlighet. Runt Cerfontaine är det ganska tätbefolkat, med 56 invånare per kvadratkilometer.